# Günther Schmidt (Physiker)

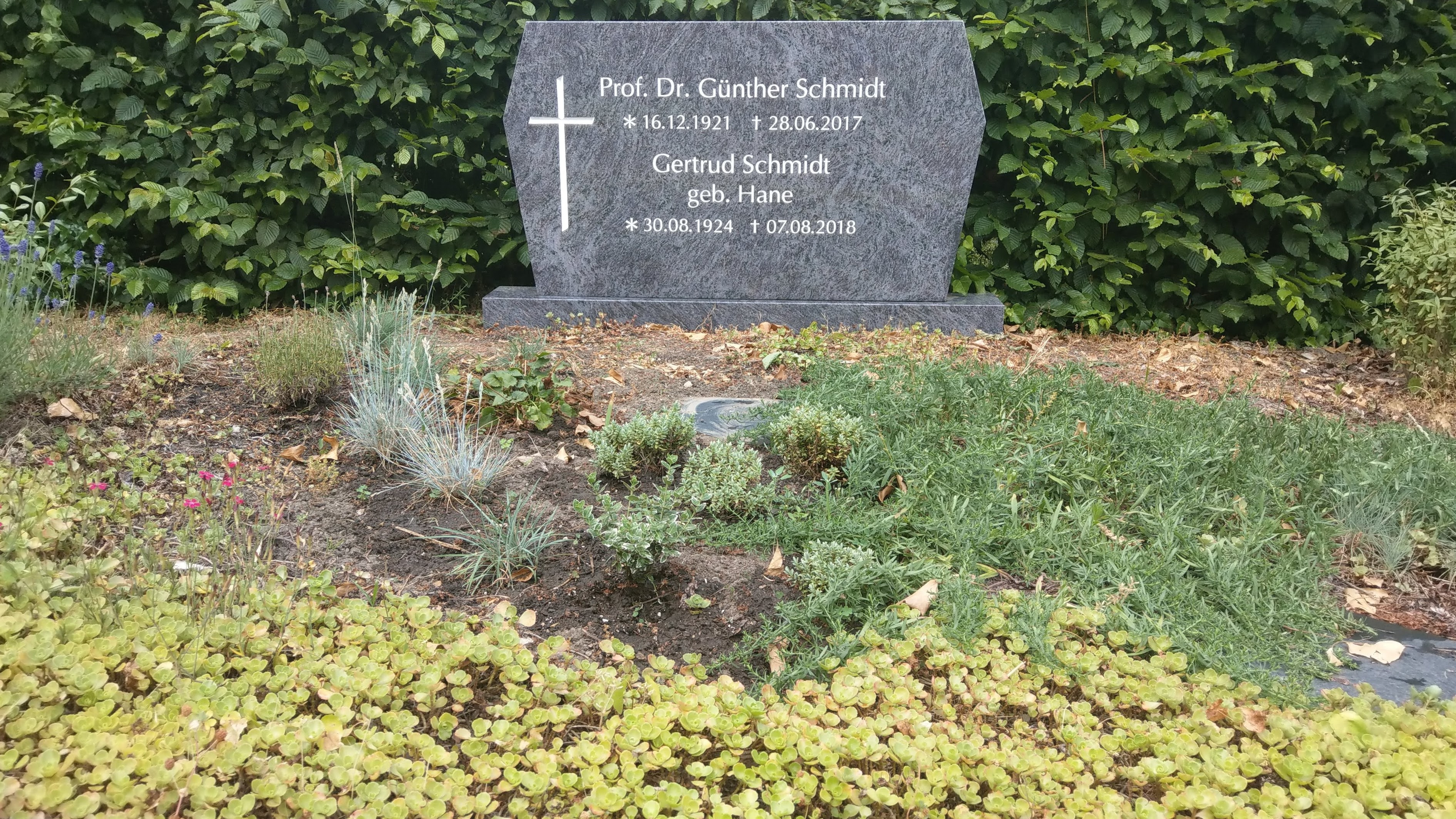
Das Grab von Günther Schmidt und seiner Ehefrau Gertrud geborene Hane auf dem Friedhof Kröllwitz in Halle

Günther Schmidt (* 16. Dezember 1921 in Nietleben; † 28. Juni 2017 in Halle (Saale)) war ein deutscher Physiker.

## Leben
Günther Schmidt war das zweite Kind des Prokuristen Kurt Schmidt und seiner Ehefrau geborene Gottwald. Er besuchte in Nietleben von 1928 bis 1932 die Volksschule und anschließend bis 1940 die Latina der Franckeschen Stiftungen in Halle. Ab August 1940 studierte Schmidt Physik an der Martin-Luther-Universität Halle-Wittenberg, wurde aber schon im Februar 1941 in die Wehrmacht einberufen. Er setzte das Physikstudium nach der Rückkehr aus britischer Internierung 1946 fort und legte im Juni 1950 die Diplomprüfung ab.
Günther Schmidt arbeitete ab 1950 als Hilfsassistent und Assistent an der Martin-Luther-Universität Halle-Wittenberg, seit 1952 mit Lehrauftrag über Experimentalphysik für Chemiker und Landwirte. Er promovierte 1954 bei Wilhelm Messerschmidt und habilitierte sich im Jahre 1960 mit einer Arbeit zur Piezoelektrizität und Elektrostriktion des Seignettesalzes. In der Lehre war Günther Schmidt insbesondere im Grundstudium mit Experimentalvorlesungen engagiert. Als Lehrbuch schrieb er dazu 1971 das kompakte Kompendium der Physik, das 1975 schon in dritter Auflage erschien. 1986 wurde Günther Schmidt
emeritiert. Noch bis 1992 war er der Herausgeber der jährlich erschienenen Vorträge der von ihm initiierten Frühjahrsschulen Ferroelektrizität.
Günther Schmidt war verheiratet mit Gertrud Schmidt und hatte zwei Söhne. Er wurde auf dem Friedhof Kröllwitz beigesetzt.

## Bücher (Auswahl)
- Kompendium der Physik. Gustav Fischer Verlag, Jena 1971, DNB 458852899.